# Wim Lagendaal
Willem „Wim“ Lagendaal (* 13. April 1909 in Rotterdam; † 6. März 1987 ebenda) war ein niederländischer Fußballspieler.

## Karriere
Lagendaal begann in der Jugend des Rotterdamer Vereins Xerxes De Zomerhof Boys mit dem Fußballspielen. 1929 rückte er im Alter von 20 Jahren in die erste Mannschaft auf.
Am 2. November 1930 debütierte Lagendaal in einem Freundschaftsspiel gegen die Schweiz in der niederländischen Nationalmannschaft. Lagendaal, der wegen seiner Schussgewalt den Spitznamen „het Kanon“ („die Kanone“) trug, erzielte am 29. November 1931 beim 4:3 gegen Frankreich und am 20. März 1932 beim 4:1-Sieg gegen Belgien zwei Hattricks in Folge und insgesamt sieben der acht niederländischen Tore in beiden Spielen.
Bei der Weltmeisterschaft 1934 in Italien stand er im Aufgebot der Niederlande, kam während des Turniers jedoch nicht zum Einsatz.
Insgesamt bestritt Lagendaal 15 Länderspiele für die Niederlande, in denen er 13 Tore erzielte.

## Späteres Leben
Beruflich war Lagendaal Personalchef bei der Rotterdamer Polizei. Nach Ende des Zweiten Weltkriegs wurde er für seine Verdienste, insbesondere die Rettung früherer Mitspieler, zum Kommissar befördert.
Wim Lagendaal verstarb am 6. März 1987 im Alter von 77 Jahren in seiner Geburtsstadt.